# Archäologisches Museum Amasya

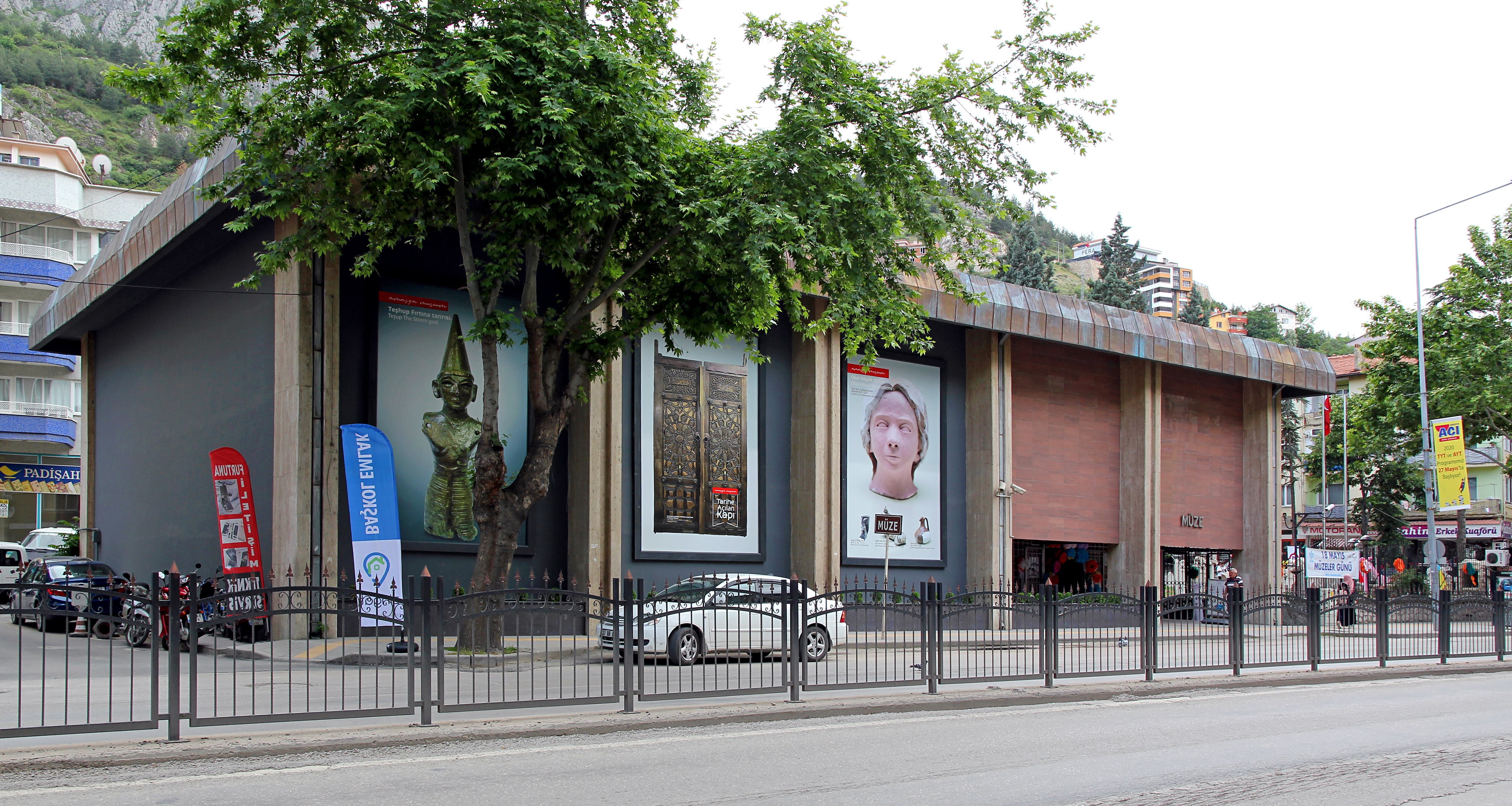
Museum Amasya

Das Archäologische Museum Amasya liegt in der nordtürkischen Provinzhauptstadt Amasya in der Mustafa Kemal Paşa Caddesi 91. Es zeigt Fundstücke aus der Umgebung der Stadt, darunter aus Oluz Höyük und Doğantepe, aus allen Epochen von der Vorgeschichte über die Zeit der Hethiter bis zur osmanischen Periode.

## Geschichte
Eine erste museale Sammlung wurde 1925 in Räumen der Külliye des Sultans Bayezid II. zusammengestellt. Dazu gehörten einige archäologische Objekte und Mumien aus islamischer Zeit. Als nach einiger Zeit der Platz knapp war, wurde die Sammlung 1962 in die seldschukische Gökmedrese-Moschee von 1266 verlagert. Im März 1977 schließlich wurden die Sammlungsobjekte in das neugebaute Gebäude in der Mustafa Kemal Paşa Caddesi transportiert, das 1980 für das Publikum eröffnet wurde.

## Ausstellung
Das dreistöckige Gebäude beherbergt im Untergeschoss Lager, Werkstatt und andere Verwaltungsräume. Im Erdgeschoss befindet sich die archäologische Ausstellung, während das Obergeschoss die ethnographische Abteilung beinhaltet. In einem Nebenraum im oberen Stock sind sechs Mumien aus der Zeit der Ilchane zu sehen, die aus Gräbern in Amasya stammen.
Die ältesten Ausstellungsstücke stammen aus der frühen Bronzezeit (ab 3500 v. Chr.), aus Mahmatlar, Oymaağaç (Nerik) und Oluz Höyük, dazu gehören hauptsächlich Keramik und kleinere Bronzeobjekte wie Äxte und Messer sowie Knochennadeln. Zu den Fundstücken aus hethitischer Zeit gehören ebenfalls Keramikgegenstände, Gefäße in Tierform und menschliche Figuren, sowie Bronze- oder Steinsiegel. Prunkstück der Sammlung ist die sogenannte Figurine von Amasya, eine Bronzestatuette des hethitischen Wettergotts Teššub, die Anfang der 1960er Jahre in Doğantepe gefunden wurde. Es folgen in chronologischer Reihenfolge einige angekaufte urartäische und phrygische Stücke, größtenteils auch aus Ton, hellenistische Gefäße und eine große Anzahl von Objekten aus römischer Zeit. Dazu zählen Glaswaren, Keramik, Masken, Schmuck, und Bronzegefäße. Auch aus byzantinischer Zeit stammen Keramikfunde und Schmuck, schließlich gibt es eine umfangreiche Münzsammlung, die vom Hellenismus bis ins Mittelalter reicht.
Die ethnographische Ausstellung im Obergeschoss zeigt eine Auswahl an seldschukischen und osmanischen Handschriften und Kunstwerken aller Art, darunter Schmuck, Textilien, Waffen und astronomische Instrumente, dazu lebensgroße Dioramen, die handwerkliche Szenen der letzten Jahrhunderte zeigen.
Im Außenbereich des Museums steht das Grabmal des Sultans Mesut I., davor eine reiche Sammlung von Steinkunstwerken und -fragmenten aus allen Perioden von hellenistischer bis in osmanische Zeit.

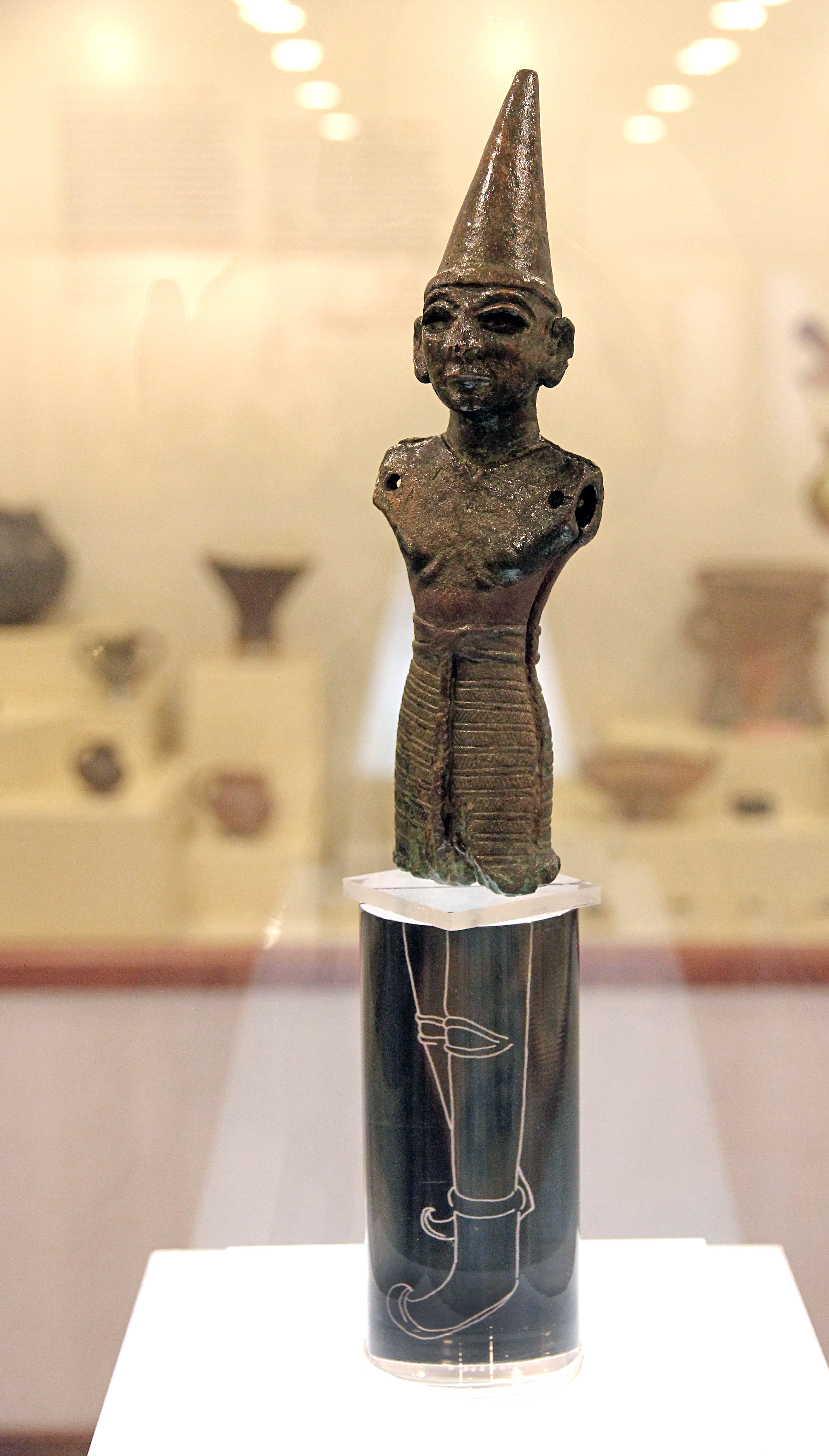
Figurine von Amasya
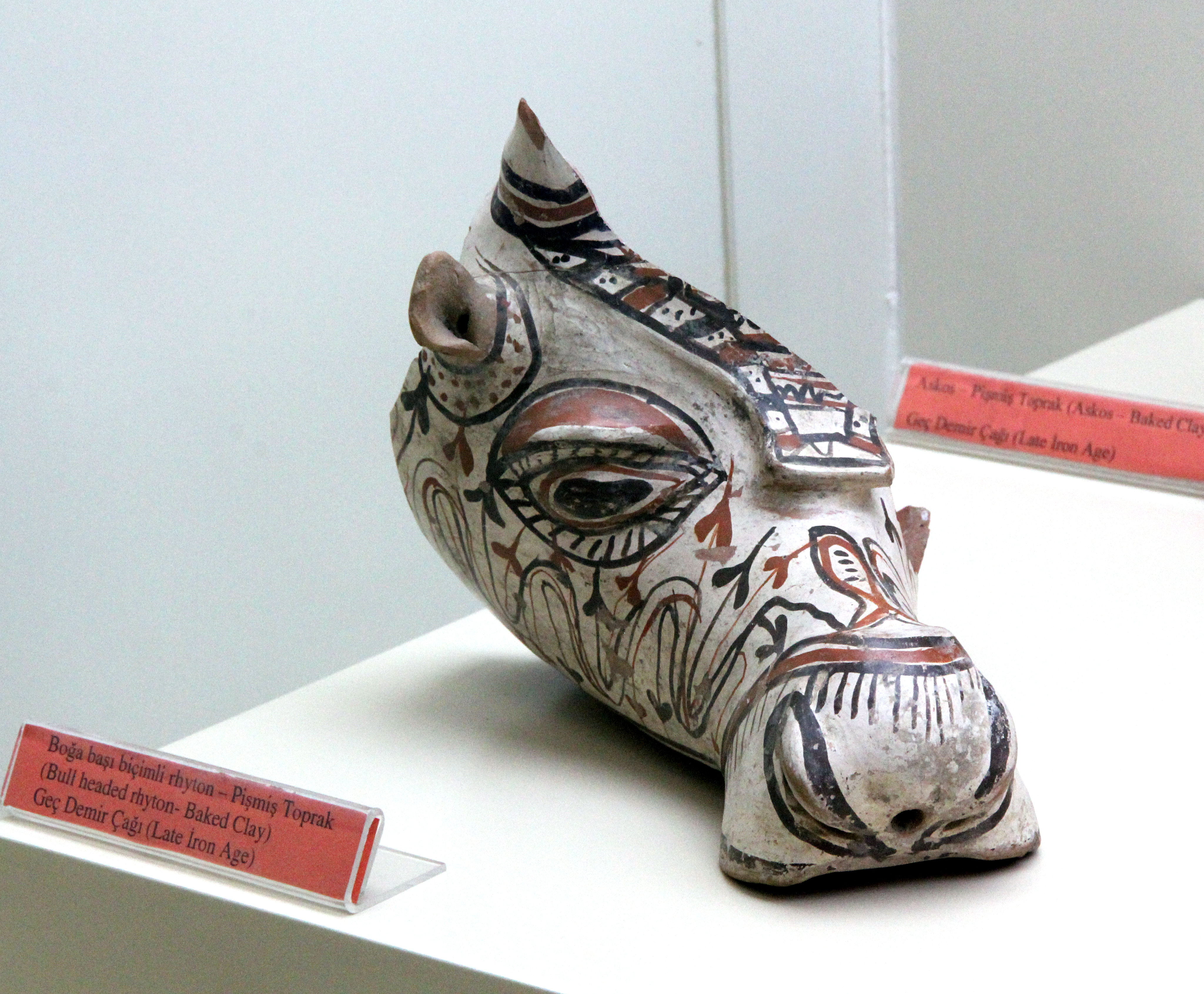
Späteisenzeitliches Rhyton in Form eines Stierkopfes
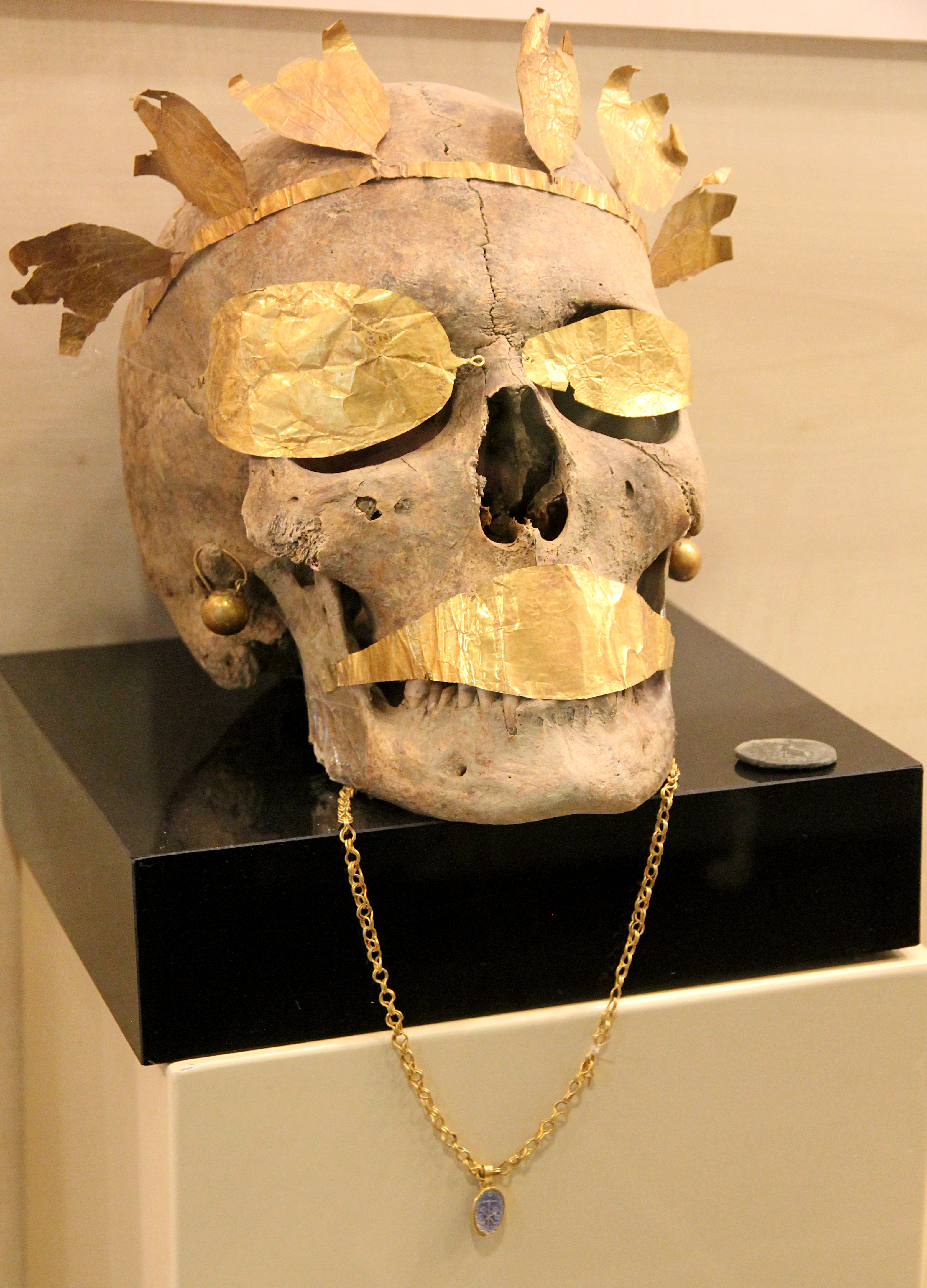
Römischer Goldschmuck
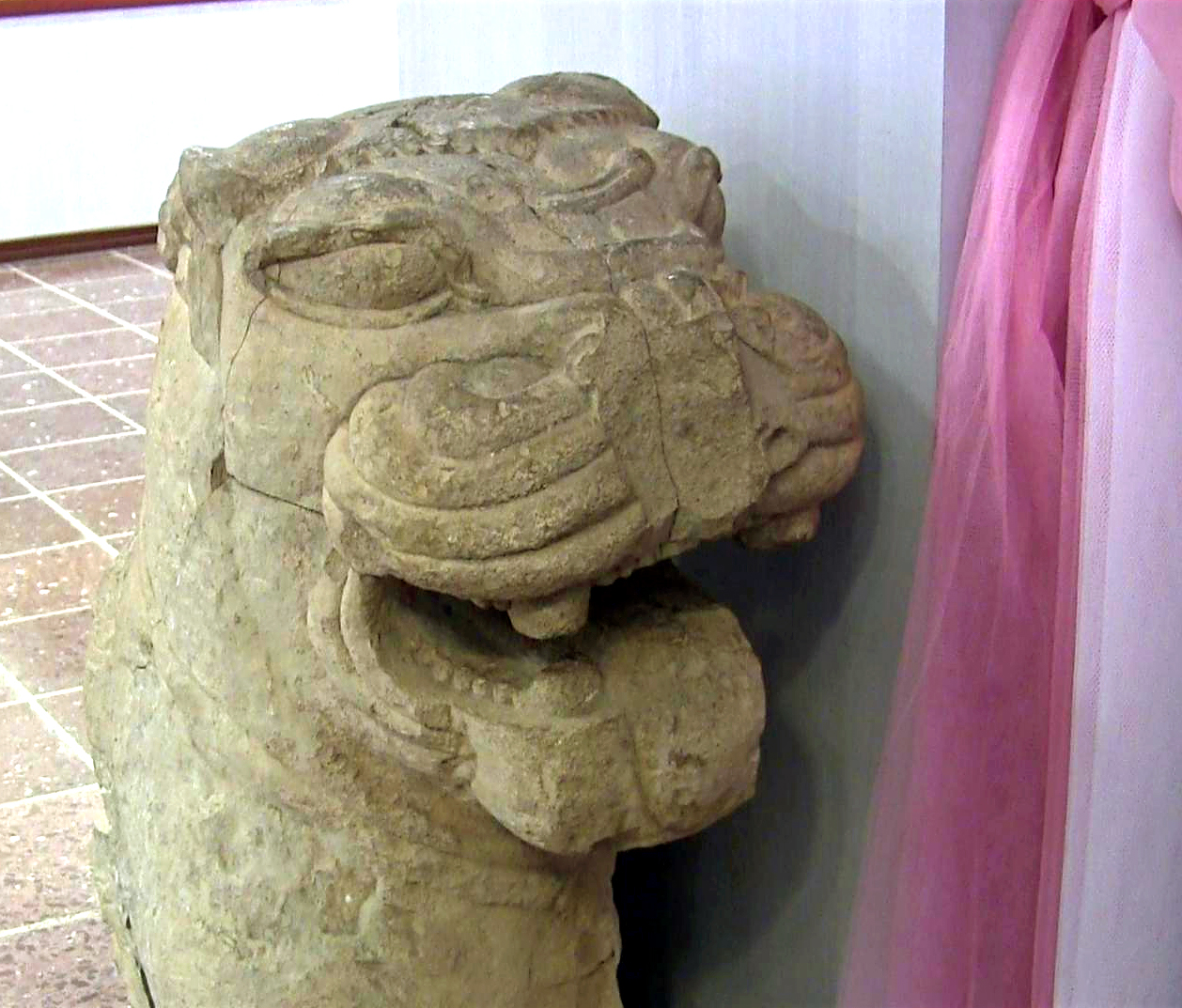
Eisenzeitliche Löwenskulptur
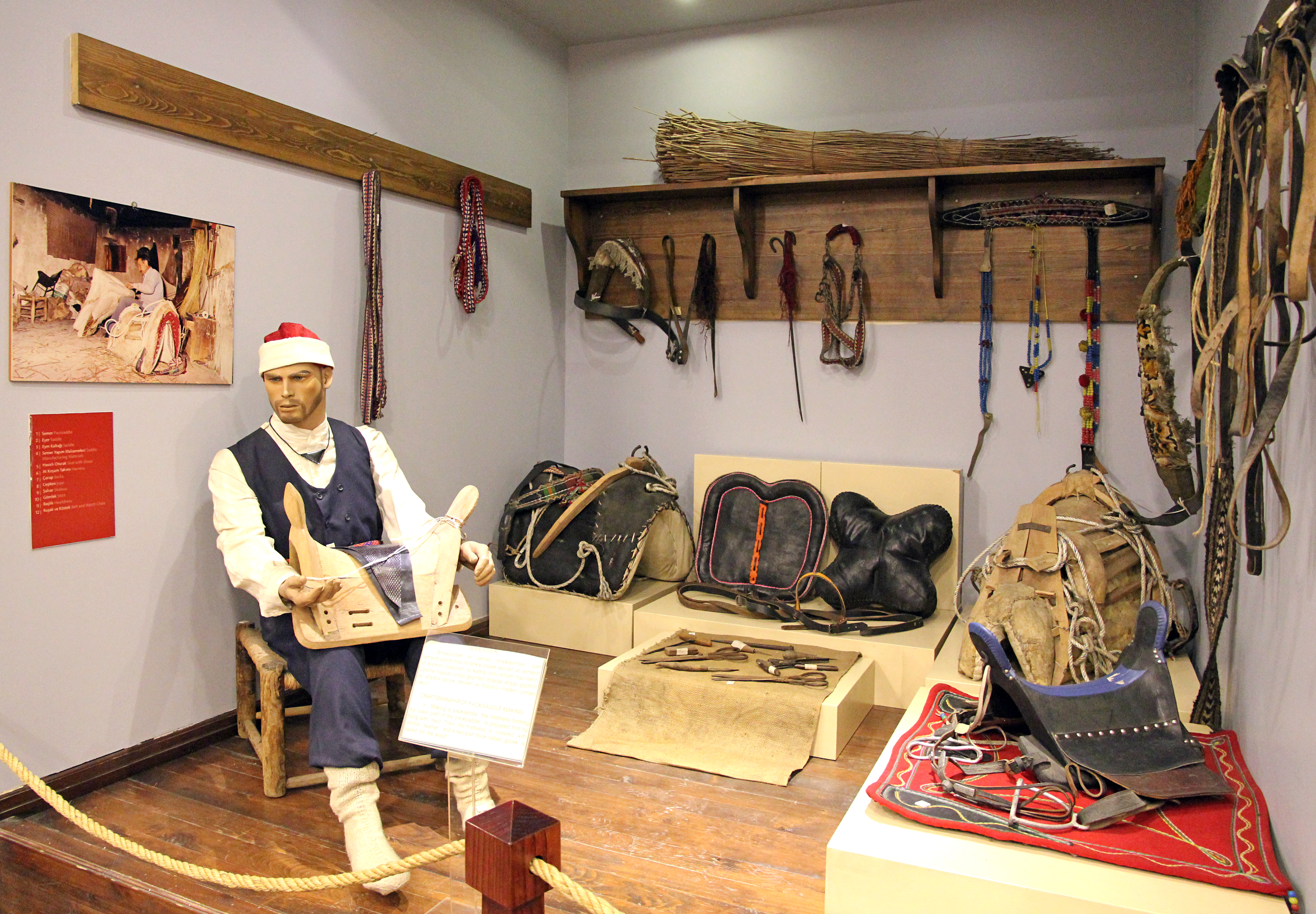
Sattlerei in der ethnographischen Abteilung
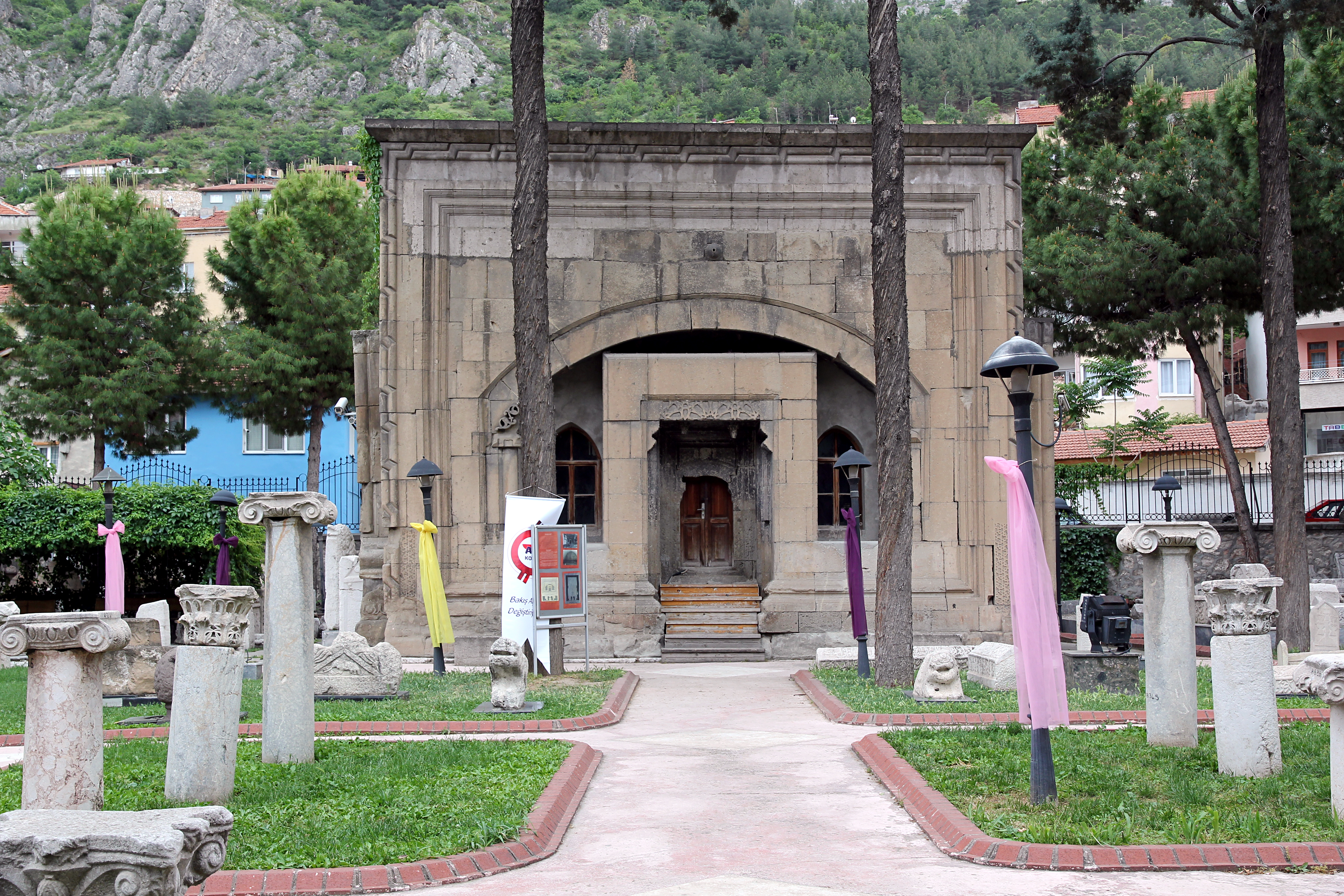
Außenbereich mit Sultansgrabmal